# 쇼와 산리쿠 지진
쇼와 산리쿠 지진(일본어: 昭和三陸地震)은 1933년 3월 3일 오후 2시 30분 48초에 일본 이와테현 가미헤이군 가마이시정(현: 가마이시시) 동쪽 200km 산리쿠 해역에서 일어난 산리쿠 해역 지진이다. 모멘트 규모는 M8.1-8.4로 추정되는 거대지진으로 2011년 도호쿠 지방 태평양 해역 지진(M9.1) 전까지 일본 관측 사상 최대 규모의 지진이었다. 오후나토 시에 최대 28.7m의 쓰나미가 덮쳤으며 직후 규모 M6.8의 여진이 닥쳤다. 본진 발생 후 6개월간 규모 M5 이상의 지진이 76회 일어났다.

## 지진
진원은 일본 해구 축을 기준으로 태평양판 쪽에 있는 지역에서 일어났으며 산리쿠 연안의 가장 가까운 육지에서 진앙까지 거리는 200km가 넘는다. 도호쿠 지방 태평양 연안 지역에서 일본 기상청 진도 계급 기준 5 정도의 강한 흔들림이 있었으나 메이지 산리쿠 지진 때와 마찬가지로 지진 규모에 비해 흔들림으로 인한 피해는 거의 없었다. 하지만 지각 변동으로 생긴 지진 해일의 피해가 매우 큰 지진이었다.

### 각지의 진도
진도 4 이상을 관측한 곳은 다음과 같다.
| 진도 | 도도부현   | 시구정촌                       |
| ---- | ---------- | ------------------------------ |
| 5    | 이와테현   | 미야코시                       |
| 5    | 미야기현   | 센다이시 이시노마키시          |
| 5    | 후쿠시마현 | 후쿠시마시 이나와시로 기상대   |
| 5    | 이바라키현 | 이시오카시                     |
| 4    | 홋카이도   | 하코다테시 우라카와정 구시로시 |
| 4    | 아오모리현 | 아오모리시                     |
| 4    | 이와테현   | 모리오카시 미즈사와 기상대     |
| 4    | 후쿠시마현 | 이와키시                       |
| 4    | 이바라키현 | 미토시 쓰쿠바산 기상대         |
| 4    | 도치기현   | 아시로 기상대                  |
| 4    | 군마현     | 마에바시시                     |
| 4    | 사이타마현 | 구마가야시                     |
| 4    | 가나가와현 | 요코하마시                     |
| 4    | 야마나시현 | 고후시                         |

### 매커니즘
쇼와 산리쿠 지진은 태평양판 안에서 애스패리티가 하나만 파괴되어 일어난 정단층형 아웃터라이즈 지진(해양판 내 지진)이며 1896년 일어난 메이지 산리쿠 지진의 영향을 받은 유발지진인 것으로 추정된다. 보존된 지진파 및 쓰나미 기록을 이용한 분석에서는 1971년 계산하였던 진원 위치보다 100km 더 북쪽인 북위 40.13° 동경 144.52° 지점에 깊이 20km로 단층 파괴 시간은 약 60초였다. 지진파 해석을 통한 분석에서는 모멘트 규모 Mw7.9, 최대 단층 미끄럼량은 5.4m이며 쓰나미 분석에서는 모멘트 규모 Mw7.8, 최대 단층 미끄럼량은 3.2m로 추정되었다.

## 피해
| 도도부현   | 인적 피해 (명) | 인적 피해 (명) | 주택 피해 |
| 도도부현   | 사망자수       | 실종자수       | 주택 피해 |
| ---------- | -------------- | -------------- | --------- |
| 이와테현   | 1,316명        | 1,397명        | 4,035채   |
| 미야기현   | 170명          | 138명          | 1,474채   |
| 아오모리현 | 23명           | 7명            | 264채     |
| 홋카이도   | 13명           | 0              | 0         |
| 총 합      | 1,522명        | 1,542명        | 5,773채   |

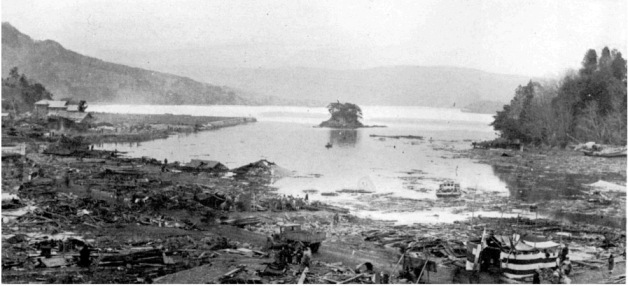
지진 이후 완전히 파괴된 이와테현 가마이시시.

사상자수는 자료 편찬자나 수집 시기에 따라 변동될 수 있다.
총 부상자는 12,053명, 가옥 완전 붕괴 7,009채, 쓰나미에 유실 4,885채, 화재로 소실 294채에 이르었다. 실종자수의 대부분은 쓰나미에 휩쓸려 외해로 쓸려버려간 사람들로 추정된다. 피해가 가장 심했던 이와테현 시모헤이군 다로정(현 미야코시)에서는 정 하나에서만 사망자 520명, 실종자 452명의 인명 피해를 낳았다. 쓰나미가 밀고 간 후의 다로정 거의 대부분은 집이 거의 없는 공터와 같은 모습으로 남아 있다.

## 유발지진
쇼와 산리쿠 지진 이후에도 지진동의 영향으로 유발지진을 일으켰다고 주장하는 몇몇 연구들이 있다. 아래는 유발지진으로 추정되는 지진 및 군발지진의 목록이다.
- 아키타현 가즈노군 미야카와촌 군발지진 : 1933년 3월 26일부터 땅울림을 포함한 지진이 일주일 이상 지속되었다.
- 이와테현 니노헤군 이치노헤정 오쿠나카산 군발지진 : 1933년 8-9월 사이 군발지진이 일어났다.
- 아키타현 가즈노군 하나와-오사리자와정 군발지진 : 1936년 8월경서부터 시작되어 11월 중순에는 유감지진도 다수 일어났다. 11월 20일 지진으로 오사리자와 광산의 댐이 무너져 백여명이 사망했다.
- 미야기현 갓타군 시치카슈쿠정 군발지진 : 1935년 6월 18일부터 자오산에 땅울림이 시작되어 6월 26일 오전 9시 30분경 및 40분에 국소적인 지진이 일어났다. 땅울림은 7월 1일경까지 계속되었다.

이 외에도 본진이 일어난 전후로 심발지진 활동이 급격하게 증가한 것이 관측되었다.

## 같이 보기
- 메이지 산리쿠 지진
- 도호쿠 지방 태평양 해역 지진